# Constantin Isopescu-Grecul
Constantin Isopescu-Grecul sau Constantin cavaler de Isopescu-Grecul (germană Constantin Ritter von Isopescu-Grecul)); cu prenumele ortografiat uneori Konstantin, iar numele Isopescul-Grecul ori Isopescu Grecu; în ucraineană Константин Ісопискуль-Грекуль; n. 2 februarie 1871, Cernăuți, Austro-Ungaria – d. 29 martie 1938, Cernăuți, România) a fost un jurist, politician, jurnalist și industriaș de origine română, născut în Austro-Ungaria. În urma alegerilor din 14 mai 1907 a reprezentat în mod neîntrerupt regiunea Bucovina și circumscripția românească Storojineț–Boian–Cernăuți în Camera Deputaților din Austria, participând la evenimentele politice ale Primului Război Mondial. A fost în general cunoscut drept un legiuitor reformator și un politician moderat, care a respins formele radicale ale naționalismului românesc și a căutat în principal să obțină un statut special pentru români în cadrul unei Austrii reformate. Loialitatea sa a fost răsplătită de autoritățile austriece și criticată de Partidul Național Român, dar Isopescu-Grecul s-a distanțat de linia pro-austriacă propovăduită de Aurel Onciul. În 1908 Isopescu-Grecul a înființat, împreună cu Nicu Flondor și Teofil Simionovici, Partidul Independent, care susținea un program moderat. Ulterior, Isopescu-Grecul s-a raliat lui Iancu Flondor, îmbrățișând viziunea conservatoare a acestuia în privința cauzei naționale.
El a fost atras mai aproape de naționalism în timpul războiului mondial. A denunțat persecutarea românilor din Transilvania și a fost dezamăgit de oferta austriacă de anexare a Bucovinei la Republica Populară Ucraineană. La sfârșitul anului 1918, Isopescu-Grecul încă sprijinea autonomia sau independența Bucovinei și Transilvaniei în dauna unirii cu Regatul României, promovând Doctrina Wilson. În timpul dezordinilor din Viena, de după război, el și Iuliu Maniu au organizat unități de apărare formate din români încorporați în Armata Comună, care au acționat ca o forță polițienească și au restabilit ordinea. Odată procesul de unire dintre Bucovina–Transilvania și România fiind inițiat, Isopescu-Grecul a acceptat rezultatul. A continuat să servească drept consul român la Viena și Praga în cea mai mare parte a Războiului româno-ungar, când a fost favorabil stabilirii unei alianțe trainice între România și forțele ungare conservatoare.
În 1920 Isopescu-Grecul s-a întors în Bucovina în calitate de consilier al guvernelor românești și ca investitor în industria forestieră. A revenit în politică opt ani mai târziu, când s-a alăturat Partidului Național-Țărănesc condus de Iuliu Maniu și a fost pentru scurtă vreme membru al Camerei Deputaților. În 1930–1933 a deținut poziția de rector al Universității din Cernăuți, instituție pe care a reprezentat-o și în Senatul României.

## Familia și primii ani
S-a născut într-o familie nobiliară românească din Cernăuți, tatăl său – conservator, Dimitrie fiind director al Școlii Normale din Cernăuți și bunicul său preot ortodox român. Mama sa, Aglaia Constantinovici-Grecul, era fiica lui Ghideon Ritter von Grecul, arhimandrit și înalt oficial guvernamental. Constantin a avut o soră, Aurelia – care s-a căsătorit cu austriacul Johann Wenzel Patzit - și 3 frați: Emanoil, Eusebie și Gheorghe — aceștia devenind primul profesor, al doilea medic și al treilea militar de carieră. Constantin a fost adoptat de către unchiul său matern – Temistocle Grecul - și, prin urmare, și-a adăugat la nume particula „Grecul”.
Viitorul om politic a urmat studiile primare (1876-1880) și liceale (1880-1888) în Cernăuți, după care s-a înscris în 1888 la Facultatea de Drept de la Universitatea din Cernăuți. În jurul anului 1892 a început să scrie sub pseudonimul Constantin Verdi (sau doar Verdi) în presa română din Bucovina, cu articole în Încercări Literare și mai târziu în Gazeta Bucovinei. Tot sub acest pseudonim a publicat prima și singura sa poezie., intitulată Dona Clara.
S-a căsătorit în anul 1897 și a avut un fiu și o fiică.

## Cariera

### Primii ani
Și-a luat doctoratul în drept la Cernăuți în 1897 și a intrat în magistratură, servind ca grefier în Gura Humorului pentru un timp, înainte de a deveni procuror  (1893-1909) în Cernăuți. Începând din 1905 a fost asistent universitar de drept penal la Universitatea din Cernăuți, ajungând  docent privat în 1906 și profesor universitar de drept penal și procedură penală în 1909.
De asemenea, în 1897, Isopescu-Grecul și-a făcut debutul în politică, fiind unul dintre membrii fondatori ai Partidului Național Român din Bucovina, organizat în jurul lui Iancu Flondor și a Societății Concordia. Textele sale jurnalistice au văzut lumina tiparului în aproape fiecare ziar și revistă din Cernăuți, de exemplu „Patria”, „Gazeta Bucovinei”, precum și, de asemenea, în publicații românești din alte părți ale Austro-Ungariei (Tribuna, Vatra) și din Regatul României (Convorbiri Literare, Neamul Românesc). Articolele publicate în revistele din Regatul României au fost semnate uneori cu pseudonimul Un român bucovinean. Lucrările sale academice s-au axat pe încercări de a reglementa camăta, care era un subiect principal de îngrijorare din punct de vedere juridic și economic în regiune. El și-a publicat lucrarea despre camătă și despre Codul Penal Austriac în 1906.

### În Consiliul Imperial și în Dieta Bucovinei
Înainte de a muri de inimă în mai 1901, Dimitrie a servit ca reprezentant al Ducatului Bucovinei în Parlamentul Austriac, fiind afiliat la Partidul Conservator (sau „Pactist”), condus de Ioan Volcinschi. Ca membru al facțiunii secesioniste constituite ca Partidul Național Român al Poporului (PNRP) (grupul „Apărărist”), Constantin s-a distanțat de tatăl său și a participat din această poziție la alegerile austriece din 14 mai 1907, câștigând un mandat în Consiliul Imperial pentru Cernăuți, Storojineț și Boian. A fost primul său mandat dintr-o carieră cu mai multe astfel de succese, în care a ajuns vicepreședinte al Consiliului. Isopescu-Grecul a fost perceput ca unul dintre cei mai loialiști membri de origine română ai Austriei și a fondat Partidul Independent, împreună cu Nicu Flondor și Teofil Simionovici. Acest partid a luat naștere în octombrie 1908, atunci când Dorimedont Popovici l-a exclus pe Isopescu-Grecul din PNRP, acuzându-l că se opune unei reunificări cu Partidul Țărănesc Democrat. Respingând această afirmație, Isopescu-Grecul l-a acuzat pe Popovici de generarea unei „diversiuni”.
Ulterior, independenții au ocupat zona de mijloc între cele două abordări ireconciliabile: naționalismul radical al PNRP și al Societății Concordia și loialismul Partidului Țărănesc Democrat. Noul partid nu a reușit să supraviețuiască pentru mult timp, chiar dacă Isopescu-Grecul a rezistat oricărei încercări de reconciliere cu Concordia și a refuzat să-și dea demisia din parlament. Pentru o mare parte din cariera sa ulterioară, a fost președintele grupului celor patru deputați români de la Viena și în 1909 a fost cofondator al unui grup parlamentar numit „Uniunea latină”, împreună cu Aurel Onciul, Alexandru Hurmuzaki și diverși deputați italieni. De asemenea, în acel an a revenit pentru scurt timp în aripa conservatoare a vechii societăți Concordia, care continua să existe sub conducerea lui Iancu Flondor.
În 1911, când toate facțiunile românești au cooperat o scurtă perioadă pentru a bloca alte comunități etnice, Isopescu-Grecul a câștigat un mandat în Dieta Bucovinei pentru Storojineț. S-a împăcat cu Popovici și cu aripa tânără a PNRP, devenind unul dintre cei șapte reprezentanți ai grupului în Dietă (țărăniștii democrați aveau opt, iar conservatorii conduși de Iancu Flondor aveau cinci). În același an și-a recâștigat mandatul în Consiliul Imperial în alegerile parlamentare din 1911, tot ca reprezentant pentru Storojineț, Boian și Cernăuți. În Boian, el l-a învins pe Florea Lupu, bancher al Partidului Țărănesc Democrat din Bucovina, în timpul unei campanii agitate în care a fost rănit de către votanții lui Lupu. În acel timp, Isopescu-Grecul a înființat ziarul Unirea Națională, în care s-a pretins că Lupu a dorit să distrugă rețeaua de bănci românești bucovinene.

### Implicarea în politica internă și externă a Imperiului
Dată fiind pregătirea sa juridică, Isopescu-Grecul a petrecut mult timp pentru a reforma vechiul cod penal militar și a ajutat la scrierea unuia nou. În 1911 i s-a acordat rangul de consilier al împăratului Franz Joseph și a fost făcut comandor al Ordinului Franz Joseph în septembrie 1912. Acasă însă, el a fost criticat pentru susținerea proiectului de lege privind serviciul militar obligatoriu. Această lege le-a oferit țărilor Coroanei Sfântului Ștefan posibilitatea de a deține un control crescut peste o mare parte din Armata Austro-Ungară și astfel a interferat cu agenda românilor din Transleithania.
Înnobilat în iunie 1913, Isopescu-Grecul a fost trimis într-un turneu diplomatic în România, alături de Mihail Chisanovici. Pregătit de ministrul de externe Leopold Berchtold, turneul a avut scopul de a calma iredentismul antiaustriac al naționaliștilor români precum Nicolae Iorga. La sfârșitul Primului Război Balcanic, Isopescu-Grecul s-a folosit de contactele sale din România pentru a promova o cauză favorită: statalitatea aromânilor. Deja din 1912 el i-a susținut pe Dervish Hima și pe Andrei Balamace, care militau pe plan internațional pentru o Albanie independentă cu o reprezentare națională aromână. Isopescu-Grecul a susținut ideea ca România și Puterile Centrale ar putea împreună să ofere cele mai bune garanții pentru aromâni, promovând ideea de românism împotriva ambițiilor Regatului Grec și ale celui sârb.

### Primul Război Mondial

#### Perioada loialistă
Isopescu-Grecul și-a menținut sprijinul pentru status-quo în primele faze ale Primului Război Mondial, în timp ce România a rămas neutră, dar ostilă față de Austria. A dezaprobat în mod deschis pe bucovinenii care au optat pentru unirea cu România. De asemenea, a deplâns creșterea sentimentelor antiaustriece în Regatul României, insistând că acestea sunt alimentate de către Imperiul Rus. În august 1914, având gradul de Unterleutnant în Armata Austro-Ungară, a fost promovat de către împărat la gradul de Oberleutnant-Auditor.
În perioada 1916-1917, dat fiind că România intrase în război împotriva Austro-Ungariei, autoritățile austriece au reprimat manifestările naționaliste, în special în Transleithania maghiară. În luările sale de poziție din Consiliul Imperial, Isopescu-Grecul a susținut că aproximativ 6.000 de români au fost arestați în calitate de suspecți și a cerut eliberarea lor. Guvernul maghiar al lui István Tisza a ordonat arestarea a 16 lideri naționaliști români, 9 dintre aceștia fiind condamnați la moarte în urma unui proces. Isopescu-Grecul a pledat cauza lor în Parlamentul de la Viena, dobândind sprijinul unor figuri proeminente precum Karl Seitz și Ignaz Seipel; aceștia au pledat în favoarea condamnaților în fața împăratului, obținând iertarea și eliberarea prizonierilor.
În acea perioadă, mișcările pentru autonomia etnică și regională au început să intre în competiție unele cu altele în Bucovina și în Regatul Galiției și Lodomeriei. La Cernăuți germanii bucovineni și-au proclamat autonomia regională, manevră care i-a nedumerit pe români. Isopescu-Grecul și adjunctul său, Simionovici, au solicitat un întâlnire cu primul ministru Ernest von Koerber, față de care și-au reafirmat loialismul pro-austriac și pe care l-au asigurat că Bucovina va rămâne în cadrul statului austriac.

#### Asocierea cu naționalismul românesc
În 1918 însă, odată ce prăbușirea Austro-Ungariei a devenit iminentă, Isopescu-Grecul s-a asociat mai îndeaproape cu naționalismul românesc, distanțându-se față de țărăniștii-democrați precum Aurel Onciul. De asemenea, a respins planurile Austriei de a transfera o parte din Bucovina către Republica Populară Ucraineană. Isopescu-Grecul a susținut public ideea conservării unei Bucovine nedezmembrate; în secret însă, partidul său s-a pregătit pentru cedarea Șipenițului și a altor zone din nord statului ucrainean, cerând ca restul să rămână teritoriu românesc. Din punct de vedere politic, Isopescu-Grecul a revenit la facțiunea lui Flondor din mișcarea Concordia și, pentru o vreme, a fost nominal președintele Partidului Național al românilor din Bucovina al lui Flondor.
Tratatul de la Brest-Litovsk a pus capăt războiului pe Frontul de Est și ca atare administrația austriacă s-a întors la Cernăuți. Starea de război a mai continuat un timp între Austro-Ungaria și Regatul României și, în timpul verii anului 1918, Isopescu-Grecul l-a felicitat pe împăratul Carol în ceea ce privește restaurarea puterii austriece în Bucovina. Cu toate acestea, în 18 septembrie 1918, el și Simionovici l-au informat pe baronul Hussarek, primul ministru austriac, că românii bucovineni s-au simțit trădați de către regim și că nu se mai consideră loiali monarhiei. Pe 4 octombrie, în timpul unei audiențe la  împăratul Carol, a revendicat faptul că 4 milioane de români din Bucovina și Transilvania doreau să formeze propriul lor stat independent, sau o singură entitate autonomă în cadrul statului austriac. În timp ce a susținut în unele scrieri ideea Federației Danubiene propusă de Woodrow Wilson, el a descris-o în discursurile sale ca nemaifiind posibilă sau de dorit.
La 16 octombrie 1918 Isopescu-Grecul a devenit conducătorul filialei din Viena a Consiliul Național Român, care se considera o adunare constituțională pentru Transilvania și Bucovina. Organismul vienez a fost format din cinci membri: cei patru deputați români din Consiliul Imperial, împreună cu George Grigorovici din Partidul Social Democratic din Bucovina. În aceeași zi împăratul Carol a lansat proclamația Către popoarele mele!, prin care a promis un nou sistem politic pentru Cisleithania, dar în care nu a făcut practic nici o mențiune în ceea ce privește organizarea viitoare a Bucovinei.

### Criza vieneză
Isopescu-Grecul a obținut ca sesiunea din 22 octombrie a Consiliului Imperial să se axeze pe prezentarea revendicărilor românilor bucovineni. În propriul său discurs, el s-a referit la doctrina celor 14 puncte ca la o garanție la autodeterminare a popoarelor din monarhia austro-ungară, criticând promisiunile „nebuloase” ale împăratului; de asemenea, el a atacat Austria pentru că nu a intervenit pentru a sprijini cauza românească în Transilvania sau în Transleithania în general. Respingând orice idee de împărțire, asemenea celor mai mai mulți deputați neucraineni din Bucovina, el a declarat că așteaptă cu nerăbdare ca subiectul să fie abordat la conferința de pace. A dat apoi tonul interpretării de către deputații români a cântecului Deșteaptă-te, române!, imnul patriotic românesc. Până pe 1 noiembrie, imperiul a fost cuprins de anarhie, iar vorbitorii de limbă germană din Viena au cerut o republică germană a lor. În cuvintele lui Isopescu-Grecul: „ne așteptăm la schimbarea absolută, poate chiar la dizolvarea Austriei, în maxim trei luni”.
Isopescu-Grecul l-a primit la Viena pe transilvăneanul Iuliu Maniu, ce conducea Partidul Național Român (PNR). Împreună, ei l-au vizitat pe generalul Stöger-Steiner, aflat nominal în fruntea Ministerului de Război, și i-au cerut controlul direct asupra unităților românești din Armată Comună. Stöger a cedat după o oră, deși a recunoscut că nu mai controlează trupele și că acestea răspund doar în fața unui comitet revoluționar. Cu aceasta, Senatul Militar Român a preluat sarcina asigurării ordinii publice în Viena, reorganizând trupele pe baze naționale și sub drapelul românesc.
Pe 25 noiembrie, Isopescu-Grecul a călătorit la Praga într-o misiune din partea Consiliului Național Român vienez, fiind însărcinat cu stabilirea relațiilor cu noul stat independent cehoslovac. Ulterior, Consiliul s-a autodizolvat și membrii săi s-au plasat la dispoziția consiliului similar din Cernăuți, care a militat în mod deschis pentru unirea cu România. Isopescu-Grecul a fost ales într-un comitet de 50 de membri, destinat să supravegheze încorporarea Bucovinei în România Mare. Pe 1 decembrie 1918 în ziua Marii Uniri, când românii transilvăneni și-au declarat propria lor unire cu România, el a declarat că aderă necondiționat la proclamația unionistă.
La începutul anului 1919 a reprezentat atât Bucovina, cât și Transilvania la Viena, cu titlul de comisar al regelui Ferdinand I. De asemenea, a fost, începând din 8 februarie 1919, primul ambasador al României în Cehoslovacia. În același timp, a fost președinte al unei comisii de lichidare însărcinată cu soluționarea problemelor litigioase dintre România și Republica Austriacă, respectiv dintre România și Ungaria. Alături de generalul Ioan Boeriu, a participat la dizolvarea oficială a Senatului Militar Român din Viena.

### Războiul româno-ungar
În noua sa calitate, Isopescu-Grecul a favorizat o înțelegere cu conservatorii unguri în timpul Războiului Româno-Ungar, în care România a învins Republica Sovietică Ungaria. În contactele sale indirecte cu József Somssich, ministrul conservator ungar al afacerilor externe, a propus o destindere, subliniind faptul că ambele țări sunt amenințate de panslavism. Conform surselor, Isopescu-Grecul a descris conduita militarilor români din Ungaria drept „cât se poate de regretabilă” și s-a plâns la propriu conaționalilor săi despre stilul de administrație românească în noile regiuni. De asemenea, au circulat zvonuri despre o posibilă federație româno-maghiară, care i s-ar fi propus de către proprietarii maghiari de terenuri.
În iunie 1919, Isopescu-Grecul a remarcat cu îngrijorare că ungurii și-au pierdut interesul de a forma o alianță cu România și s-au îndreptat spre o uniune personală cu Regatul Iugoslaviei, ce era condus atunci de regele Alexandru I Karađorđević. În august 1919, în condițiile în care proiectul respectiv a fost tras pe linie moartă, și-a exprimat sprijinul pentru o uniune vamală și „o alianță strânsă” între Ungaria și România, argumentând că cele două țări au format un „întreg economic”.
Arhivele diplomatice maghiare ale timpului sugerează că Isopescu-Grecul s-a opus alianței României cu Cehoslovacia și Austria împotriva Regatului Ungariei restaurat, argumentând că „România preferă mai degrabă un guvern conservator în fața sa decât un guvern socialist în spatele său”. A fost de asemenea de acord să permită Ungariei să se reînarmeze și să se alăture cauzei Aliaților împotriva Rusiei Bolșevice și a promis să ajute la restabilirea comunicațiilor dintre Ungaria și Transilvania.

### În marea politică a Regatului României

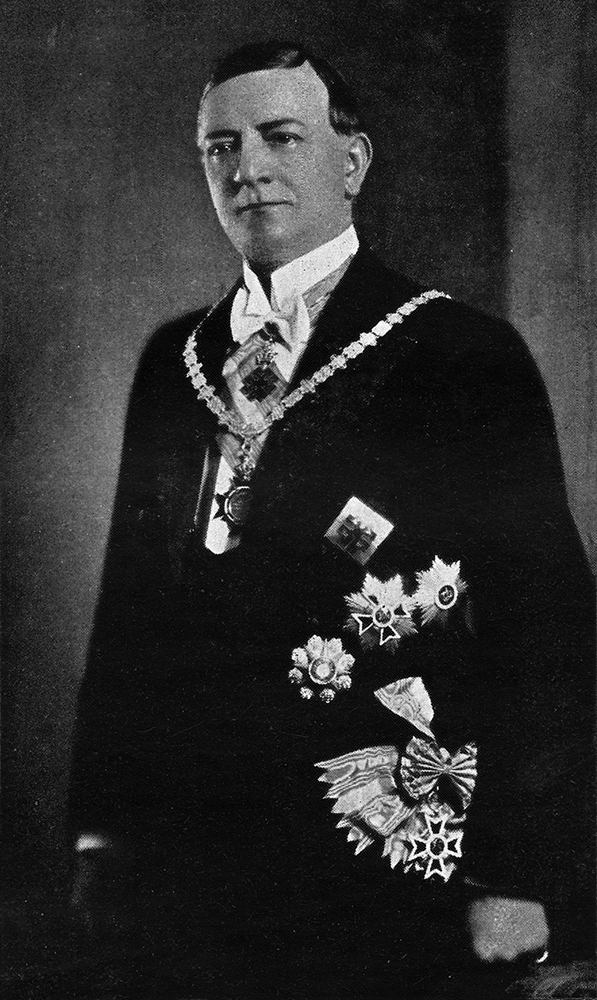
Constantin Isopescu-Grecul în 1933

Misiunea lui Isopescu-Grecul s-a încheiat în septembrie 1920 când Ungaria și România au schimbat ambasadori, aranjând pentru Szilárd Masirevich să fie recunoscut ca reprezentant al Ungariei în România, înainte de a fi el însuși eliberat de către ambasadorul Traian Stârcea. În decembrie 1920 a început să lucreze pe post de consilier la Ministerul Agriculturii și Domeniilor Regale, sub ministeriatul lui Dimitrie A. Grecianu. A continuat să servească în calitate de șef al comitetului de lichidare până în 1922. În aceeași perioadă s-a implicat de asemenea ca fondator al industriei lemnului din Bucovina (la sfârșitul anului 1920) și președinte al eponimei Societăți pe Acțiuni Industria Silvică din Bucovina. În 1923 a reluat colaborarea cu Iuliu Maniu, în speranța de a-l atrage pe acesta, împreună cu PNR, într-o alianță cu Flondor. Politica lor a fost îndreptată împotriva celei centralizatoare a Partidului Național Liberal și a aliaților săi bucovineni, democrații unioniști.
Într-un final, Isopescu-Grecul a intrat în politica națională în alegerile generale din 1928, aderând la Partidul Național-Țărănesc (PNȚ) al lui Maniu într-un moment în care acesta conducea opoziția. A fost vicepreședinte al PNȚ în Bucovina și gazdă a congresului național de la Alba Iulia în 1928. A câștigat un loc în Camera Deputaților după victoria răsunătoare a partidului, preluând unul dintre cele patru mandate obținute de PNȚ în județul Cernăuți, pe o listă ce-l avea în frunte pe Teofil Sauciuc-Săveanu. În această calitate l-a consiliat pe noul ministru al transporturilor în ceea ce privește supravegherea căilor ferate particulare. În noiembrie 1929 a fost făcut comandor al Ordinului Papa Pius al IX-lea de către Sfântul Scaun.
Isopescu-Grecul a îndeplinit, în perioada 1930-1933, funcția de rector al Universității din Cernăuți și, din mai 1931, a ocupat locul destinat acestei universități în Senatul României. Instituția sa fiind lovită de Marea Depresiune, a cerut în mod oficial asistență financiară pentru „Creierul și inima Bucovinei” de la guvernul condus în acea vreme de fostul său rival, Nicolae Iorga. S-a retras apoi în activitatea academică și a contribuit cu eseuri pe teme juridice, cele mai multe dintre ele rămânând cunoscute doar în comunitatea de specialiști. Primăria orașului Cernăuți a numit o stradă în onoarea lui, dar aceasta s-a dovedit a fi subiect de controverse. Comisia de Reevaluare a respins decizia, menționând că rectorul este încă în viață și de aceea contemporanii săi nu sunt în măsură să evalueze meritele sale „cu deplină competență”.

### Ultimii ani
În ultimii săi ani, Isopescu-Grecul a fost implicat în intrigile dintre ruteni și comunitățile ucrainene, sprijinindu-i pe Casian Bohatereț și Evghen Kozak ca reprezentanții autorizați ai celor dintâi. În aprilie 1935 au circulat zvonuri că ar fi părăsit PNȚ și că ar fi aderat la Frontul Românesc, de extremă dreaptă. Isopescu-Grecul a negat această afirmație și a respins antisemitismul economic al Frontului, insistând asupra faptului că el îi consideră evreii români ca fiind patrioți și că statutul lor de cetățeni români a fost „foarte important” pentru el. De asemenea, s-a descris pe sine însuși ca „un simplu soldat, dacă nu chiar o ordonanță a Partidului Național Țărănesc și, prin urmare obișnuit cu disciplina”.
Isopescu-Grecul a murit în orașul său natal la începutul anului 1938. Una din ultimele sale misiuni a fost aceea de delegat al corpului academic din România în Regatul Italiei. Într-un necrolog publicat în aprilie 1938, Iorga a recunoscut că Isopescu-Grecul a fost un „bun român” și un legiuitor „impasibil și imparțial”, caracterizându-l ca fiind un exponent al „corectului birocratism austriac”. În contrast cu Iorga, Constantin Argetoianu – partener de guvernare al acestuia - nu l-a apreciat pe Isopescu-Grecul în memoriile sale, caracterizându-l drept „un escroc antipatic”.

## Scrieri
- Das Wucherstrafrecht (Camăta penală), Leipzig, 1906
- Statul civilizat și dreptul național,  Glasul Bucovine, Cernăuți, 1923[77]
- Panevropa și unificarea dreptului, Ed. Scrisul Românesc, Craiova, 1930[77]
- Teoria valorii potențialului individual și încadrarea ei în doctrina economiei politice. Studiu economico-juridic. Extras din volumul omagial închinat lui Ion I. Nistor, Cernăuți, Glasul Bucovinei, 1937